# 9427 Righini
A 9427 Righini (ideiglenes jelöléssel 1996 CV7) a Naprendszer kisbolygóövében található aszteroida. Maura Tombelli és Ulisse Munari fedezte fel 1996. február 14-én.